# Maurice De Wolf
Maurice De Wolf (* 11. Januar 1896 in Hamme (Belgien); † 12. März 1971 in Sint-Niklaas) war ein belgischer Radrennfahrer.

## Sportliche Laufbahn
De Wolf war im Straßenradsport und im Bahnradsport aktiv. Als Amateur gewann er 1919 die nationale Meisterschaft im Sprint vor Henry George. 1925 wurde er Zweiter bei den Profis hinter Alois De Graeve. 
De Wolf siegte 1927 im Berliner Sechstagerennen mit Piet van Kempen als Partner und in Gent mit Hilaire Hellebaut. 1928 gewann er das Sechstagerennen von Dortmund mit Piet van Kempen. Von 1920 und 1929 fuhr er als Berufsfahrer. Auf der Straße hatte er kein Erfolge.